# 木州市社
木州市社（越南语：／）是越南山罗省下辖的一个市社。

## 地理
木州市社北接扶安县；西北接安州县和北安县；西南接老挝；东南接云湖县。

## 历史
2013年6月10日，以呈科社、呈春社、呈安社、联和社、弄陇社、芒绵社、芒齐社、光明社、双夸社、帅榜社、新春社、苏务社、云湖社、春芽社14社析置云湖县；木州县仍辖木州市镇、木州农场市镇、呈黑社、呈夸社、呈山社、东创社、呼冰社、弄立社、芒创社、那芒社、新合社、新立社、邪赖社、冯龙社、归向社2市镇13社。
2024年11月14日，越南国会常务委员会通过决议，自2025年2月1日起，木州县改制为木州市社，木州市镇分设为木莅坊和木山坊，木州农场市镇析置平明坊、草原坊和红旗坊，木州农场市镇和冯龙社析置云山坊，东创社析置东创坊，芒创社析置芒创坊，木州农场市镇部分区域、冯龙社剩余区域和呼冰社合并为呈钟社，新立社和新合社合并为新安社，那芒社、归向社和邪赖社合并为团结社，木州农场市镇剩余区域和芒创社部分区域并入呈黑社，芒创社部分区域并入呈夸社，东创社剩余区域和芒创社剩余区域并入呈山社。

## 行政区划
木州市社下辖8坊7社，市社人民委员会位于木莅坊。
- 平明坊（Phường Bình Minh）
- 红旗坊（Phường Cờ Đỏ）
- 东创坊（Phường Đông Sang）
- 木莅坊（Phường Mộc Lỵ）
- 木山坊（Phường Mộc Sơn）
- 芒创坊（Phường Mường Sang）
- 草原坊（Phường Thảo Nguyên）
- 云山坊（Phường Vân Sơn）
- 呈钟社（Xã Chiềng Chung）
- 呈黑社（Xã Chiềng Hắc）
- 呈夸社（Xã Chiềng Khừa）
- 呈山社（Xã Chiềng Sơn）
- 团结社（Xã Đoàn Kết）
- 弄立社（Xã Lóng Sập）
- 新安社（Xã Tân Yên）